# Jet Records
Jet Records — британський лейбл звукозапису, заснований 1974 року.

## Історія компанії
Засновником компанії був британський музичний менеджер Дон Арден. У 1950-ті роки він організовував концерти американських артистів, а починаючи з 1960-х працював менеджером та агентом таких виконавців, як Джин Вінсент, Rolling Stones, Animals, Small Faces та Amen Corner. Арден співпрацював із лейблом Harvest Records, де виходили альбоми його підопічних, гуртів The Move та Electric Light Orchestra, але згодом вирішив започаткувати власний лейбл звукозапису Jet Records, як частину компанії United Artists Records.
Найбільш відомими виконавцями Jet Records стали гурт Black Sabbath та Оззі Осборн, співачка Ліндсі де Пол та гурт Electric Light Orchestra, чиї записи виходили на лейблі до 1983 року. Каталог історичних релізів Jet Records належить компанії Sanctuary Records, що входить до медіагрупи BMG Rights Management.